# أصدقاء الأرض
أصدقاء الأرض العالمية (بالإنجليزية: Friends of the Earth International) هي شبكة عالمية لمنظمات بيئية في 77 دولة تأسست عام 1969. تعتبر شبكة أصدقاء الأرض العالمية أكبر شبكة بيئية تعمل على المشاكل البيئية الحالية والعاجلة. على خلاف معظم المنظمات الدولية غير الحكومية فإن أصدقاء الأرض العالمية هي ذات تركيبة هرمية من الأسفل إلى الأعلى، حيث هي عبارة عن تجمع لمنظمات محلية صغيرة شكلت الشبكة الكبيرة العالمية. للشبكة مكتب رئيسي صغير في أمستردام يؤمن الدعم للشبكة وحملاتها البيئية.

شعار لشركة أصداء الارض،2012

تعمل الشبكة على القضايا البيئية والاجتماعية الملحة في عصرنا. وتستمد قوتها من خلال العمل مع الشركاء المحليين، والمجتمعات والسكان المحليين من أجل وضع برامج دولية مستدامة وتحقيق العدالة الاجتماعية العالمية.

## أهم البرامج
من خلال برنامج العدالة والطاقة تكافح الشبكة من أجل العادالة للمجتمعات المتضررة من جراء تغير المناخ، وتعزيز السيادة والطاقة والحق في المجتمعات المحلية في اختيار نظمها مصادر الطاقة المستدامة. كما يدعون في إطار مفاوضات الأمم المتحدة إلى عقد اتفاق عادل لتمويل المناخ، ووضع حد لإزالة الغابات.
يهدف برنامج السيادة الغذائية إلى حظر الكائنات المعدلة وراثياً، ومنع الشركات من السيطرة على غذائنا. ويدافعون عن حق الشعب في اختيار النظم الغذائية الخاصة بها.
تشن الشبكة من خلال برنامج التنوع البيولوجي للغابات حملة لمكافحة قطع الأشجار غير المشروع وإزالة الغابات، والعمل مع المجتمعات المحلية والسكان المحليين لدعم حقوقهم في إدارة غاباتهم. أيضاً يقومون بفضح ومعارضة الآثار السلبية لمزارع المحصول الواحد من المحاصيل مثل قصب السكر وفول الصويا وزيت النخيل لإنتاج الوقود الزراعي.
برنامج العدالة الاقتصادية يحارب النموذج الاقتصادي الحالي من خلال فضح ومقاومة سلطة الشركات العالمية والاستراتيجيات الأوروبية، في حين يشجع المبادرات التي تولد سبل العيش المستدامة.
وتدافع الشبكة عن الحق في المياه النظيفة والآمنة، كما يعملون مع المجتمعات المحلية لوضع حد للمآسي التي تحيط استخراج النفط والغاز والتعدين. كما يشجعون الأفكار والخيارات الإبداعية لنمط الحياة المستدامة، من خلال تشجيع الناس على «عش أكثر». وأخيراً فهم يحفزون المساواة بين الجنسين والاحتفال بالتنوع الثقافي.

### برنامج العدالة والطاقة
يواجه العالم تحديين ذات صلة تهدد حياة وسبل معيشة الملايين من الناس: تغير المناخ، وأزمة الطاقة العالمية. السبب الرئيسي لهذه التحديات هو أسلوبنا في استهلاك الطاقة غير المستدامة، حيث نستهلك كمبيات كبيرة من الطاقة في الصناعة والنقل.
مفتاح الحل هو إعادة الحق للمجتمعات المحلية لاختيار واستخدام مصادر الطاقة المستدامة والسليمة، وتطوير مستوى الاستهلاك. هناك أيضا حاجة لخفض انبعاثات غازات الدفيئة، وأيضا تقاسم الموارد الطبيعية بعدالة وعلى قدم المساواة لجميع الناس.
أصدقاء الأرض الدولية تعمل من أجل تحقيق العدالة في المناخ وسبل الحصول على الطاقة من خلال حملات استباقية ومشاريع مجتمعية.

### برنامج السيادة الغذائية
هناك أكثر من 860 مليون جائع في العالم. إن إنتاج الغذاء بالطرق التقليدية (كالمزارع الصغيرة التي تهدف إلى توفير الطعام للسكان المحليين) قد تم تدميرها، واستبدالها بالمزارع الشاسعة عبر الحدود الوطنية والتي أنشأتها الشركات الزراعية. أزمة المناخ تشكل تهديداً إضافياً على إنتاج الغذاء.
من الضروري أن نبني النظم الغذائية العالمية على أساس مختلف والحلول الزراعية محلياً. وينبغي أن يسمح للسكان المحليين بالسيطرة على النظم الغذائية الخاصة بها. هذا النوع من الزراعة يفيد السكان ويدعم مقاومة تغير المناخ.
أصدقاء الأرض الدولية تدعم المزارعين الصغار في مقاومة الشركات التي تدمر أزراقهم وتجلب الجوع والصراعات في مجتمعاتهم. تقوم بالمساعدة في بناء الجسور بين الناس وطعامهم، وبين أولئك الذي ينتجونها وأولئك الذي يستهلكون المواد الغذائية.

### برنامج التنوع البيولوجي للغابات
غابات العالم في ورطة. الخصخصة، زيادة الصادرات وتحرير التجارة الدولية أدت إلى زيادة كبيرة في المزارع الكبيرة التي تخصص منتجاتها للصناعة وتصدير الأخشاب واللب. وهذا بدوره ساهم في زيادة الطلب على اللحوم، الأخشاب والمحاصيل مثل الصويا وزيت النخيل.
كل هذه الضغوط أدت إلى اختفاء نصف غابات العالم. نحن بحاجة إلى حماية الغابات التي توفر سبل العيش للمجتمعات المحلية ولكثير من الشعوب الأصلية.
الغابات تخزن الكربون وتنظم مناخنا، وبالتالي تشكل عاملاً حاسماً في كفاحنا ضد تغير المناخ. كما أنها الموطن الطبيعي لكثير من الأحياء على الكرة الأرضية.
أصدقاء الأرض الدولية هي كمجمعة عمل عضو مع المجتمعات المحلية للحفاظ على الغابات واحترام حقوقهم في إدارة موارد الغابات، وتأمين سبل العيش المستدامة. أصدقاء الأرض الدولية ضد المزارع الصناعية الشاسعة، وضد إنتاج وتسويق المحصول الواحد، ومع التنوع البيولوجي.

### برنامج العدالة الاقتصادية
التجارة والاستثمار، وتمويل التنمية ولوبي الشركات، هي المحرك للنموذج الاقتصادي الحالي. هذا النموذج يقوم على أساس الاعتقاد بأن الصادرات والنمو الاقتصادي سوف يجعل العالم مكاناً أفضل. ومع ذلك وفي حين أن هذا النموذج مفيد جداً للشركات الكبيرة، فإنه يسيء إلى الناس الأكثر فقراً، وبالمقابل لا يقدم شيئاً يذكر لحماية البيئة.
التحدي أمام أصدقاء الأرض الدولية هو الحد من تأثير الشركات الكبيرة، والمسائل السياسية الليبرالية الجديدة، والتجارة التي لا تأخذ احتياجات الشعب بعين الاعتبار. حملات أصدقاء الأرض الدولية ترمي إلى تغيير مسار الاقتصاد بطريقة ديناميكية وخلاقة وبناءة. وهي تشاطر الإلهام والتجارب الإيجابية، القديمة والجديدة، بشأن التنمية المستدامة والمماراسات البيئية.

## المنشورات

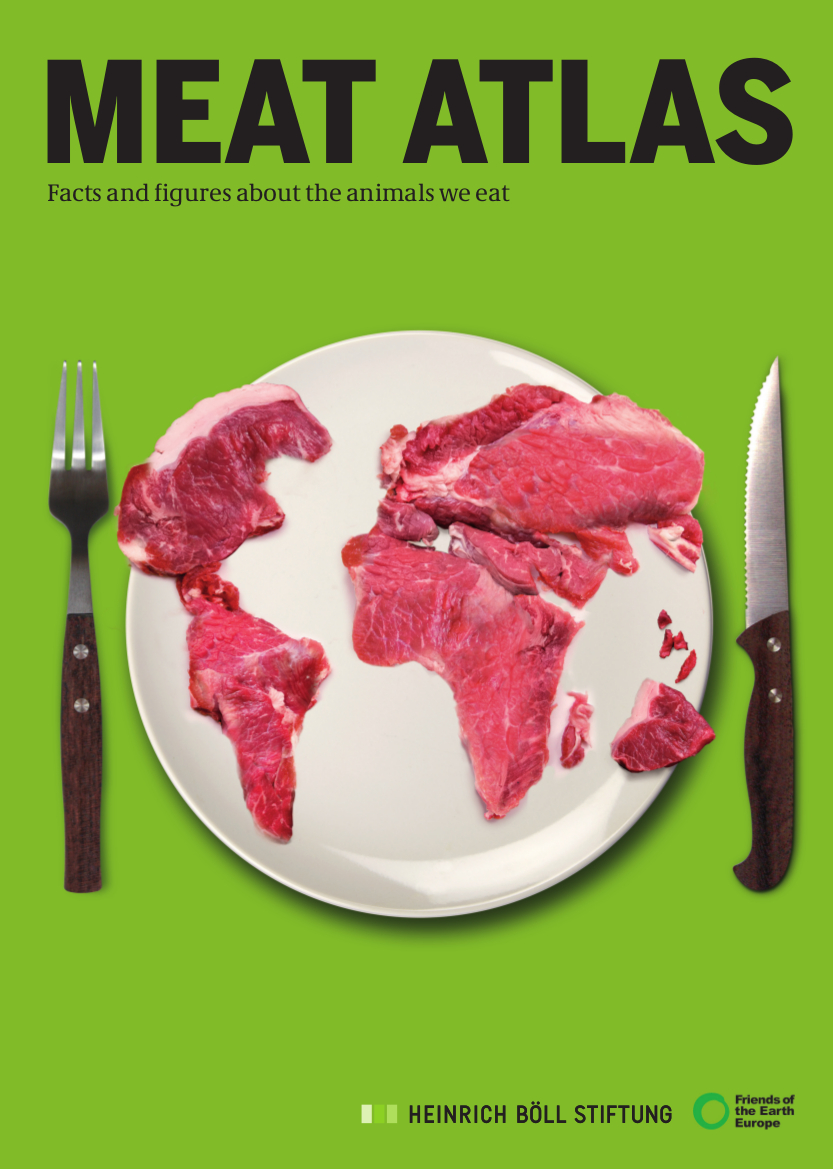
يتضمن "أطلس اللحوم" الذي نشرته منظمة أصدقاء الأرض خرائط بيانية حول استهلاك اللحوم وإنتاجها.

"أطلس اللحوم" هو تقرير سنوي يتناول أساليب التربية الكثيفة للحيوانات وتأثيرها. يتألف المنشور من 27 مقالاً قصيراً، ويعرض، باستخدام الرسوم البيانية، حقائق حول إنتاج واستهلاك اللحوم. يُنشر "أطلس اللحوم" بالتعاون بين منظمة أصدقاء الأرض ومؤسسة هاينريش بول.

## مجموعات أصدقاء الأرض
إن أصدقاء الأرض في كل بلد هم أنفسهم شبكات متعددة المستويات تصل من نشطاء فرديين حتى مجموعة الضغط الوطنية التي تقوم بحملات من أجل سياسات بيئية تقدمية ومستدامة. تقوم المجموعات والنشطاء بأنشطة تعليمية وبحثية.

### الداعمين البارزين
ارتبط موسيقي الروك جورج هاريسون بمنظمة أصدقاء الأرض بعد حضوره المظاهرات المناهضة للطاقة النووية في لندن عام 1980. أهدى ألبومه أفضل أغاني دارك هورس" لعام 1989، والذي يضمّ أفضل أغانيه، إلى منظمة أصدقاء الأرض، إلى جانب منظمات بيئية أخرى.

## المرجع
الموقع الرسمي لشبكة أصدقاء البيئة العالمية

## وصلات خارجية
- الموقع الرسمي لشبكة أصدقاء البيئة العالمية